# الدب بيت (رواية)
رواية الدب بيت (بالإنجليزية: Bear Pit)‏ هي رواية للكاتب الأسترالي جون كليري. نشرت عام 2000. وكانت الكتاب السابع عشر الذي يضم محقق سيدني سكوبي مالون وينطوي على اغتيال رئيس الوزراء من قبل قناص في الفترة التي سبقت دورة الألعاب الأولمبية في سيدني عام 2000.